# Caroline Métayer
Pour les articles homonymes, voir Métayer.
Caroline Métayer (née le 22 novembre 1992 à Sarcelles) est une athlète française, spécialiste du lancer du poids.

## Biographie
Elle est sacrée championne de France 2019 à Saint-Étienne, avec un lancer de 16,47 m.